# Petersburg (Michigan)
Petersburg – miasto w Stanach Zjednoczonych, w stanie Michigan, w hrabstwie Monroe.